# Ленин (орден)
Вижте пояснителната страница за други значения на Ленин.
„Ленин“ е най-високият орден в СССР и най-висшата държавна награда в Съветския съюз.

## История
Учреден е с постановление на Президиума на ЦИК на СССР на 6 април 1930 г., а статутът му е утвърден на 5 май с.г. Връчен е за първи път на вестник Комсомольская правда на 23 май същата година.
Съгласно статута с ордена могат да бъдат удостоявани както отделни личности, така и колективи и учреждения. Връчва се също така на всички наградени със званията „Герой на СССР“ и „Герой на социалистическия труд“.
До 1953 г. орденът е изработван от злато, портретът на Ленин – от платина, а червеното знаме – от рубин. Изработва се в Ленинградския монетен двор. Многократно са изменяни видът, формата и материалите за изработка на ордена. Вариантите на връчените ордени може да се разделят на 4 основни вида. От първия вид са изработени само 700 ордена.
Орденът е връчван няколкократно на следните личности:
- 11 пъти на маршал Дмитрий Устинов;
- 9 пъти на оръжейните конструктори Пьотр Дементиев и Василий Рябиков;
- 8 пъти на маршал Александър Василевски, маршал Василий Соколовски, академик Трофим Лисенко и др.;
- 7 пъти на Сергей Афанасиев, Семьон Будьони и др.;
- 6 пъти на маршал Георгий Жуков, Евгений Светланов (пианист и композитор) и др.

Носители на ордена са известни дейци на международното комунистическо движение, като Георги Димитров, Долорес Ибарури, Хо Ши Мин, Фидел Кастро, Тодор Живков (награден 3 пъти) и др.
Измежду българите носители на ордена са също:
- армейски генерал Добри Джуров – министър на народната отбрана (награден 2 пъти);
- Георги Трайков, секретар на БЗНС (1945 – 1974), председател на Президиума на НС, първи зам.-председател на Държавния съвет;
- армейски генерал Иван Михайлов, министър на народната отбрана, член на Политбюро на ЦК на БКП;
- Тодор Павлов – регент на България, член на Политбюро на ЦК на БКП, професор;
- Цола Драгойчева, член на Политбюро на ЦК на БКП, министър;
- Станке Димитров, член на Политбюро и секретар на ЦК на БКП (награден посмъртно);
- Александър Пеев, съветски разузнавач (награден посмъртно) и др.

До 1941 г. орденът е връчен на около 6500 души. По време на Втората световна война са връчени 41 000 ордена. До разпада на СССР орденът е връчван над 450 000 пъти.